# مالدونادو، اروگوئه
مالدونادو، اروگوئه (به اسپانیایی: Maldonado) شهری در کشور اروگوئه، استان مالدونادو است که جمعیت آن در سرشماری سال ۲۰۰۴ میلادی ۵۴٬۶۰۳ نفر بوده‌است.